# Engelbert Endrass
Engelbert Endrass 2 de Março de 1911 - 21 de Dezembro de 1941) foi um oficial da Kriegsmarine que atuou na força U-Boot durante a Segunda Guerra Mundial, vindo a falecer aos 30 anos de idade quando o submarino ao seu comando, o U-567 foi afundado a noroeste dos Açores.

## Carreira

### Patentes
| 1 de Julho de 1935   | Fähnrich zur See     |
| 1 de Janeiro de 1937 | Oberfähnrich zur See |
| 1 de Abril de 1937   | Leutnant zur See     |
| 20 de Abri de 1939   | Oberleutnant zur See |
| 1 de Maio de 1941    | Kapitänleutnant      |

### Condecorações
| 6 de Junho de 1939     | Cruz Espanhola                           |
| 25 de Setembro de 1939 | Cruz de Ferro 2ª Classe                  |
| 17 de Outubro de 1939  | Cruz de Ferro 1ª Classe                  |
| 19 de Dezembro de 1939 | Badge de Guerra dos U-Boot 1939          |
| 5 de Setembro de 1940  | Cruz de Cavaleiro da Cruz de Ferro       |
| 10 de Junho de 1941    | Folhas de Carvalho                       |
| 18 de Julho de 1941    | Badge de Guerra dos U-Boot com Diamantes |

### Patrulhas
|       | U-Boot | Partida     | Partida     | Chegada     | Chegada     | Dias     | Toneladas |
| ----- | ------ | ----------- | ----------- | ----------- | ----------- | -------- | --------- |
| 1     | U-46   | 1 Jun 1940  | Kiel        | 1 Jul 1940  | Kiel        | 31 dias  | 44,129    |
| 2     | U-46   | 1 Ago 1940  | Kiel        | 4 Ago 1940  | Bergen      | 4 dias   |           |
| 3     | U-46   | 8 Ago 1940  | Bergen      | 6 Set 1940  | Lorient     | 30 dias  | 36,072    |
| 4     | U-46   | 20 Set 1940 | Lorient     | 21 Set 1940 | St. Nazaire | 2 dias   |           |
| 5     | U-46   | 23 Set 1940 | St. Nazaire | 29 Set 1940 | St. Nazaire | 7 dias   | 3,920     |
| 6     | U-46   | 13 Out 1940 | St. Nazaire | 29 Out 1940 | Kiel        | 17 dias  | 22,966    |
| 7     | U-46   | 12 Fev 1941 | Kiel        | 4 Mar 1941  | St. Nazaire | 21 dias  |           |
| 8     | U-46   | 15 Mar 1941 | St. Nazaire | 10 Abr 1941 | St. Nazaire | 27 dias  | 21,778    |
| 9     | U-46   | 15 Mai 1941 | St. Nazaire | 13 Jun 1941 | St. Nazaire | 30 dias  | 11,830    |
| 10    | U-46   | 26 Jul 1941 | St. Nazaire | 26 Aho 1941 | Kiel        | 32 dias  |           |
| 11    | U-567  | 25 Out 1941 | St. Nazaire | 26 Nov 1941 | St. Nazaire | 33 dias  |           |
| 12    | U-567  | 18 Dez 1941 | St. Nazaire | 21 Dez 1941 | Afundado    | 4 dias   | 3,324     |
| Total | Total  | Total       | Total       | Total       | Total       | 232 dias | 144 019 t |

### Sucessos
- 19 navios afundados num total de 81,164 GRT[1]
- 2 navios de guerra auxiliares afundados num total de 35,284 GRT
- 4 navios danificados num total de 25,491 GRT
- 1 navio com perda total tendo 2,080 GRT

| Data        | U-Boot | Nome da Embarcação               | Toneladas | Nacionalidade | Comboio |
| ----------- | ------ | -------------------------------- | --------- | ------------- | ------- |
| 6 Jun 1940  | U-46   | HMS Carinthia                    | 20,277    | britânico     |         |
| 9 Jun 1940  | U-46   | Margareta                        | 2,155     | finlandês     |         |
| 11 Jun 1940 | U-46   | Athelprince (danificado)         | 8,782     | britânico     | OG-33F  |
| 12 Jun 1940 | U-46   | Barbara Marie                    | 4,223     | britânico     | SL-34   |
| 12 Jun 1940 | U-46   | Willowbank                       | 5,041     | britânico     | SL-34   |
| 17 Jun 1940 | U-46   | Elpis                            | 3,651     | grego         |         |
| 16 Ago 1940 | U-46   | Alcinous (danificado)            | 6,189     | holandês      | OB-197  |
| 20 Ago 1940 | U-46   | Leonidas M. Valmas (perda total) | 2,080     | grego         |         |
| 27 Ago 1940 | U-46   | HMS Dunvegan Castle              | 15,007    | britânico     | SL-43   |
| 31 Ago 1940 | U-46   | Ville de Hasselt                 | 7,461     | belga         |         |
| 2 Set 1940  | U-46   | Thornlea                         | 4,261     | britânico     | OB-206  |
| 4 Set 1940  | U-46   | Luimneach                        | 1,074     | irlandês      |         |
| 26 Set 1940 | U-46   | Coast Wings                      | 862       | britânico     | OG-43   |
| 26 Set 1940 | U-46   | Siljan                           | 3,058     | sueco         |         |
| 18 Out 1940 | U-46   | Beatus                           | 4,885     | britânico     | SC-7    |
| 18 Out 1940 | U-46   | Convallaria                      | 1,996     | sueco         | SC-7    |
| 18 Out 1940 | U-46   | Gunborg                          | 1,572     | sueco         | SC-7    |
| 19 Out 1940 | U-46   | Ruperra                          | 4,548     | britânico     | HX-79   |
| 20 Out 1940 | U-46   | Janus                            | 9,965     | sueco         | HX-79   |
| 29 Mar 1941 | U-46   | Liguria                          | 1,751     | sueco         | OB-302  |
| 31 Mar 1941 | U-46   | Castor                           | 8,714     | sueco         |         |
| 2 Abr 1941  | U-46   | British Reliance                 | 7,000     | britânico     | SC-26   |
| 3 Abr 1941  | U-46   | Alderpool (danificado)           | 4,313     | britânico     | SC-26   |
| 8 Jun 1941  | U-46   | Ensis (danificado)               | 6,207     | britânico     |         |
| 9 Jun 1941  | U-46   | Phidias                          | 5,623     | britânico     | OB-330  |
| 21 Dez 1941 | U-567  | Annavore                         | 3,324     | norueguês     | HG-76   |
| Total       | Total  | Total                            | 144 019 t |               |         |